# José Marão Filho
José Ribamar Bahury Marão Filho (São Luís, 10 de março de 1940) é um advogado, comerciante, industrial e político brasileiro que foi deputado federal pelo Maranhão.

## Dados biográficos
Filho de José Ribamar Bahury Marão e Lindalva de Castro Marão. Advogado formado pela Universidade de Brasília em 1981, sua carreira política iniciou-se pela ARENA sendo eleito deputado federal em 1966. Não reeleito no pleito seguinte, obteve um novo mandato em 1974. Posicionado como suplente em 1978, foi convocado a exercer o mandato graças à nomeação de parlamentares para a equipe do governador João Castelo ingressando no PDS em 1980. Dois anos depois foi nomeado conselheiro do Tribunal de Contas dos Municípios pelo político em questão e exerceu a presidência da corte entre 1989 e 1993. Com a extinção do referido órgão de controle foi transferido para o Tribunal de Contas do Maranhão aposentando-se em 1995 voltando assim à advocacia.